# Böge-Schloss
Das Böge-Schloss (dän. Bygge) ist eine abgegangene Niederungsburg in Gestalt einer Turmhügelburg (Motte) in der Gemeinde Ausacker im Kreis Schleswig-Flensburg in Schleswig-Holstein.

## Lage
Der Standort des Böge-Schlosses befindet sich am östlichen Rand des Dorfes Ausacker ungefähr 10 Kilometer südöstlich der Stadt Flensburg, deren Innenstadt im Mittelalter durch die umfassende Flensburger Stadtbefestigung geschützt war. Nördlich von Ausacker befindet sich in 2,5 Kilometer Entfernung Husby, das ehemalige Zentrum des Verwaltungsbezirkes Husbyharde. 1,5 Kilometer entfernt befindet sich zudem der Winderatter See. Für das Husbyer Gebiet sind mehrere Burgen überliefert, beispielsweise die Burg Alt-Seegaard am Winderatter See. Die Lage am Fluss Kielstau machte die Niederungsburg zudem zu einer Wasserburg.

## Geschichte
Wann die Burg entstand ist unklar. Zum Edelhof sollen Teile des Ausackergebietes gehört haben. In den überlieferten Quellen ist die Burg unter dem Namen „Böge-Schloss“ bekannt. Der Standort der Burg, der Burgplatz mit seiner Kuppe trägt den Namen „Boy“, „Bygg“ oder auch „Böge“. Der Burgname ist erstmals 1785 schriftlich verzeichnet und geht auf Dänisch bygge für bauen/Gebäude oder bøge für Buchen zurück. Unbekannt ist, wann das Böge-Schloss aufgegeben oder zerstört wurde. Im 19. Jahrhundert und Anfang des 20. Jahrhunderts wurden beim beackern des Burggeländes noch Mauersteine ausgepflügt. Der Gutsbesitzer und Topograph Henning Oldekop (1846–1923) berichtete so auch noch im Jahr 1906: „[...] an der Kielstau hat eine alte Burg gestanden [...]; der Burggraben ist noch sichtbar, auch werden noch Mauerreste gefunden.“ Der Platz blieb bis heute unbewohnt.

## Beschreibung
Der direkt neben der Kielsau liegende Burgplatz dient heute als Ackerland. Die ungefähren Gesamtausmaße der Burganlage betrugen 53 × 56 Meter. Der Turmhügel besitzt heute einen Durchmesser von ungefähr 40 Meter. Die flache Erhöhung ist jedoch heutzutage nur noch schwer erkennbar. Rundum soll ein Burggraben ursprünglich die Kuppel umschlossen haben, den Jakob Röschmann in den 1960er Jahren mit einer Tiefe von einem halben Meter dokumentierte. Heute deutet sich der Graben offenbar noch als eine fünf bis sieben Meter breite Mulde an.